# Петр Голечек
Петр Холечек (чеськ. Petr Holeček, 21 травня 1957 Кладно) — чеський політик і педагог, голова клубу мерів з 2018 року, сенатор округу № 28 — Мєльніка з 2016 року, член палати депутатів парламенту з 2008 до 2016 років, представник Середньочеського краю, з 2006 по 2018 рр. Мер міста Кралупи над Влтавою, член руху STAN.

## Життєпис
Народився 1957 року в Кладно. Після закінчення Дворжакової гімназії в Кралупах 1976 року продовжив навчання на факультеті освіти університету Яна Євангеліста Пуркінє в місті Усті-над-Лабем. Потім викладав у початковій школі Коменського в Кралупах над Влтавою.
З першої половини 90-х кілька разів був заступником міського голови та 2006 року став мером міста Кралупи над Влтавою. За два роки засідав у раді Середньочеського краю. На виборах 2016 року продовжив каденцію на посаді регіонального радника STAN. Однак, у листопаді того ж року пішов з посади.
На парламентських виборах у травні 2010 року брав участь як безпартійний від партії ТОП-09 (№ 6 у списку). 10 жовтня 2012 року замінив депутата Людека Єнішта, коли того обрали до верхньої палати парламенту.
На виборах до Сенату Парламенту Чеської Республіки 2016 року брав участь як безпартійний від руху STAN в окрузі № 28 (Мєльнік). Отримав 23,26 % в першому турі й 63,64 % в другому, обійшовши представника Громадянської демократичної партії Вероніку Вречонову, ставши сенатором.
На муніципальних виборах 2018 року переобрався на другий строк як мер міста Кралупи над Влтавою. Через діяльність в сенаті Чехії вирішив не продовжувати бути мером міста, тож 31 жовтня 2018 року його замінив Марек Чешман.

### Зовнішні посилання
- Петро Холечек [Архівовано 24 січня 2013 у Wayback Machine.] на сайті ТОП-09
- Офіційна презентація Петра Холечка [Архівовано 25 липня 2019 у Wayback Machine.]